# Marosaszó
Marosaszó (Ususău) település Romániában, a Partiumban, Arad megyében.

## Fekvése
A Maros bal partján, Lippa keleti szomszédjában fekvő település.

## Története
Marosaszó nevét 1418-ban említette először oklevél Hozyazoírásmóddal, ekkor a Maróthiak voltak a földesurai.
1723-1725 között Assiaso, 1761-ben Assiaseu, 1808-ban Hosszúszó ~ Hosszuszeö, 1913-ban Marosaszó alakban írták. Az 1717 . évi összeírásban 20 házzal fordult elő a lippai kerületben, Aschliasch írásmóddal. 1723-1725 között a gróf Mercy térképén Assiaso alakban írva, lakott helyként jelölték, az 1761 évi hivatalos térképen pedig Assiaseu alakban. 1845-ig kincstári birtok volt, ekkor Baillet de Latour Tivadar kapta adományként, és 1848-ban is a gróf Baillet de Latour család Károly nevű tagja volt itt birtokos.
1851-ben Fényes Elek írta a településről: „Hosszúszó, oláh falu, Temes vármegyében, a Maros bal partján, Lippához 1 3/9 mérföldre, 1459 óhitű lakossal, s anyatemplommal. Hegyes völgyes határa sovány, s áll 3507 holdból 1495 négyszögölből, mely közt 7 hold 1200 öl majorsági szántóföld, 362 hold 269 négyszögöl kaszáló, 8 hold legelő, 68 hold 1085 négyszögöl szorgalomföld, 17 hold szilvás, 9 hold Maros sziget, 1078 hold erdő; urbéri szántó 804 hold, rét 172 hold, legelő 157 hold, 203 hold házhely, 24 hold. szorgalomföld, 169 hold 780 négyszögöl szilvások, 169 hold haszonvehetlen, 218 hold szabad földek. Bírják gróf Latour Tódor hadügyminiszter örökösei.”
1910-ben 1434 lakosából 14 magyar, 20 német, 1400 román volt. Ebből 63 római katolikus, 106 görögkatolikus, 1269 görögkeleti ortodox volt. A trianoni békeszerződés előtt Temes vármegye Lippai járásához tartozott.
Marosaszó Szatubatriu-dűlőjében hajdan falu volt. A mai Marosaszó és Lippa között a középkorban egy Iregd nevű falu állt, amely 1418-ban a Maróthi, 1484-ben a Pathócsi család birtoka volt. 1511-ben a Patócsi-család „de Eperjes alias de Iregdi” előnevet is használt.

## Nevezetességek
A falu régi görögkeleti román temploma 1792-ben épült, 1912-ben építettek újat.

## Hivatkozások

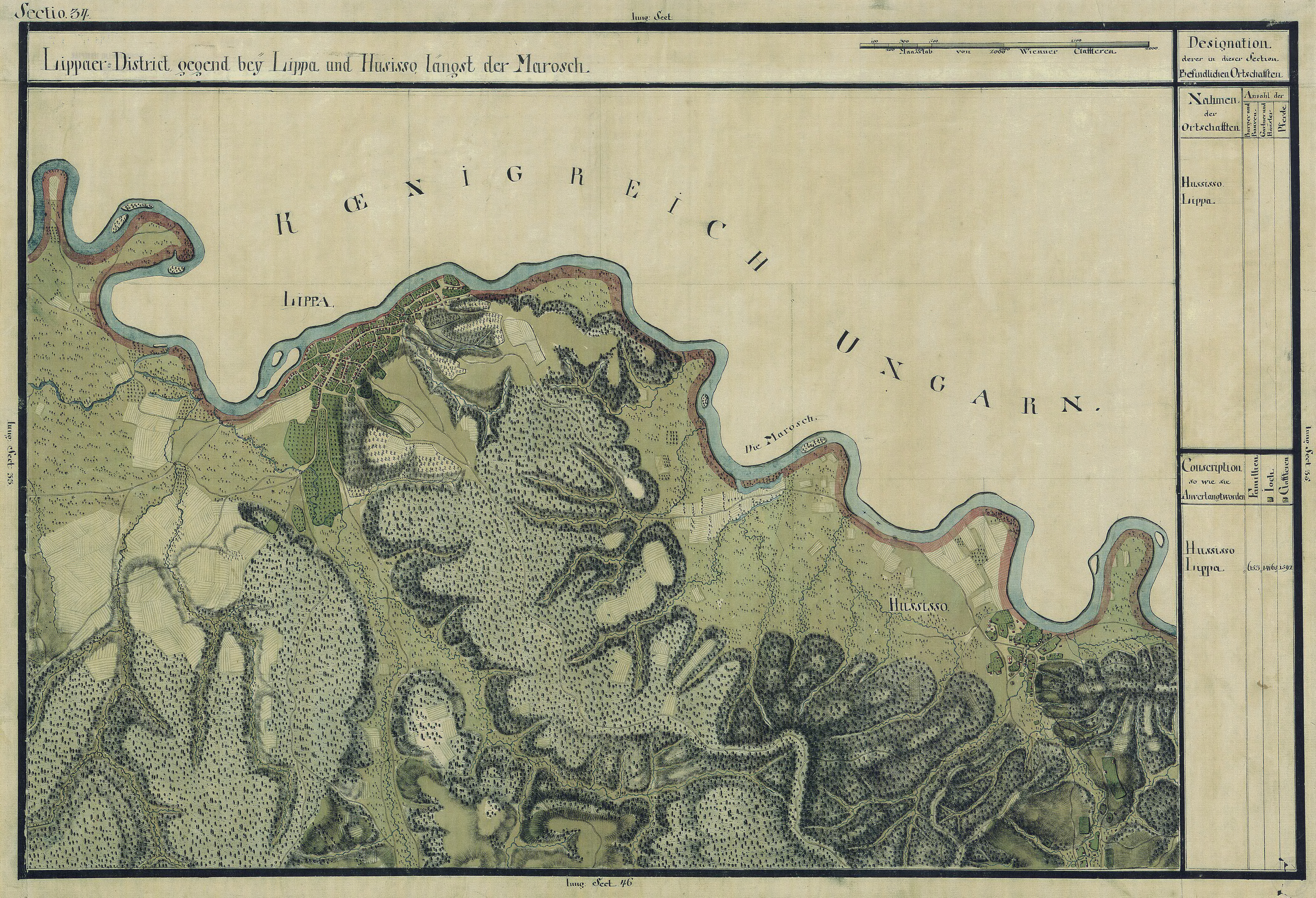
Marosaszó (Hosszúaszó) egy 1700-as évekből való térképen